# Mautern in Steiermark
Mautern ist eine Marktgemeinde mit 1656 Einwohnern (Stand 1. Jänner 2025) in der Obersteiermark (Österreich) und gehört zum Gerichtsbezirk Leoben im Bezirk Leoben.

## Geografie
Mautern liegt im Zentrum des Liesingtals, das in rund 700 Meter über dem Meer die Gemeinde von Westen nach Osten durchzieht. Nach Norden steigt das Gemeindegebiet zu den Eisenerzer Alpen an. Der höchste Punkt ist die Kahlwandspitze mit 2090 Meter. Im Süden bilden die Seckauer Tauern die Gemeindegrenze. Die höchsten Gipfel sind Seckauer Zinken (2397 m), Meierangerkogel (2356 m) und Hochreichhart (2416 m).
Die Gemeinde hat eine Fläche von 108,70 Quadratkilometer. Davon sind 9 Prozent landwirtschaftliche Nutzfläche, 9 Prozent Almen und 73 Prozent Wald.

### Gemeindegliederung
Das Gemeindegebiet umfasst folgende sechs Ortschaften (in Klammern Einwohnerzahl Stand 1. Jänner 2025):
- Eselberg (158)
- Liesingau (141)
- Magdwiesen (54)
- Mautern in Steiermark (1117)
- Rannach (135)
- Reitingau (51)

Die Gemeinde besteht aus den sechs Katastralgemeinden Eselberg, Liesingau, Magdwiesen, Mautern, Rannach und Reitingau.
Liesingau liegt zwischen den Orten Kalwang und Mautern und ist, nachdem auch die kleineren Industriebetriebe wie Holzverarbeitung und Limonadenproduktion in den letzten Jahren schließen mussten, weitgehend agrarisch geprägt.

### Gemeindeverband
Seit 27. Juni 2011 gehört die Gemeinde Mautern zur „Kleinregion Liesingtal“, welche an diesem Tag, gemeinsam mit den Nachbargemeinden Kammern, Kalwang und Wald am Schoberpaß, gegründet wurde.

### Nachbargemeinden
| Kalwang            | Trofaiach                                   |                       |
| Wald am Schoberpaß | Kompassrose, die auf Nachbargemeinden zeigt | Kammern im Liesingtal |
| Gaal (MT)          | Sankt Marein-Feistritz (MT)                 | Kraubath an der Mur   |

## Geschichte

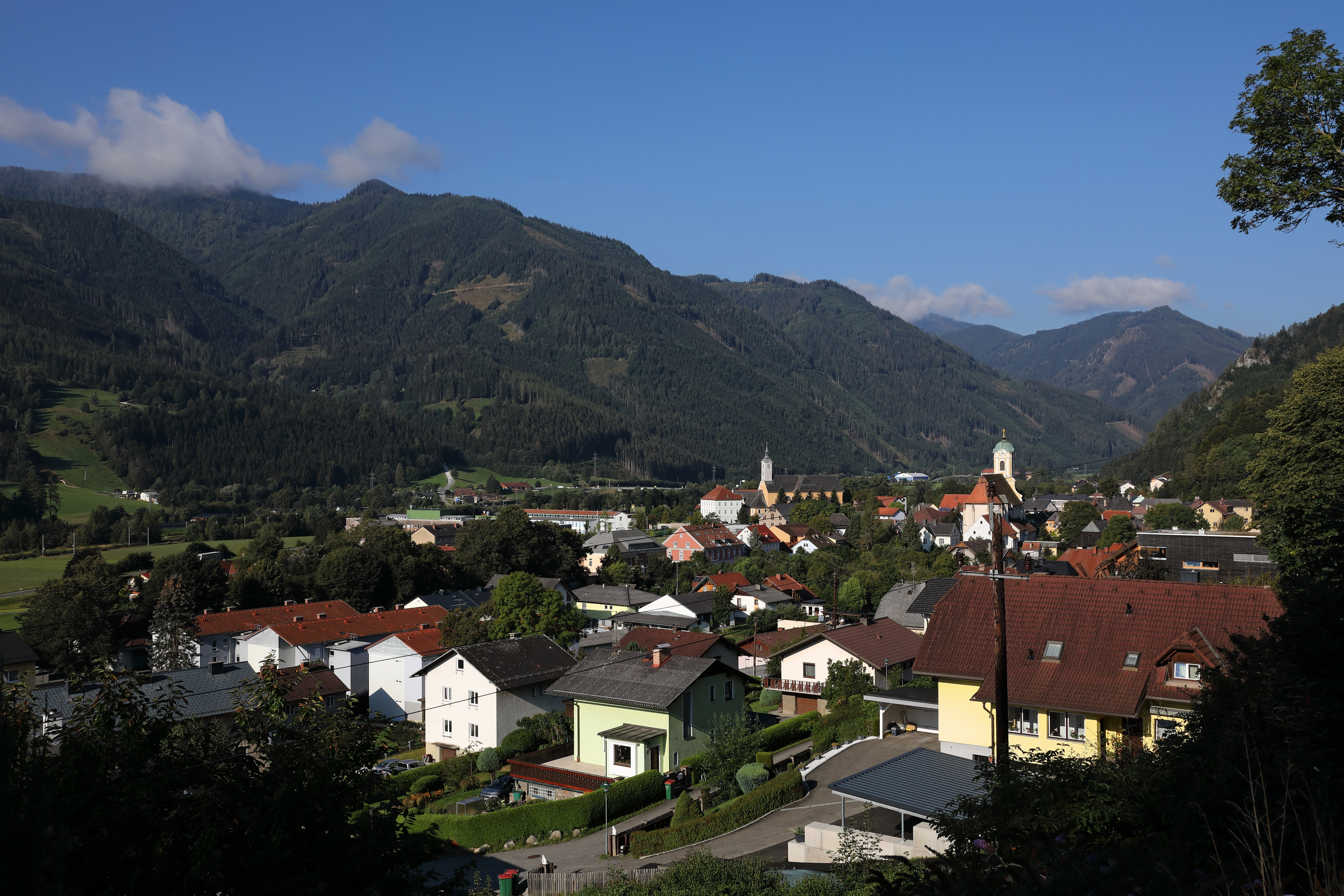

Auf eine frühe Besiedlung weisen die Funde einer Lanzenspitze und einer Kupferschmelze aus der Urnenfelderzeit hin.
Das früheste Schriftzeugnis ist von 1145 und lautet „apud Mutaren“. Der Name geht auf althochdeutsch mutari zurück und bedeutet ‚Bei den Mauteinnehmern‘.
Die Pfarrkirche St. Nikolaus wurde von 1170 bis 1180 erbaut. Den Mittelpunkt stellt das wundertätige Kreuz am Hochaltar dar. Es brannte beim großen Brand von 1718 so aus, dass die schweren Querbalken senkrecht von den Christusarmen gehalten wurden.
Seit 1633 hat Mautern Marktrecht und Wappen. Auf dem Marktplatz befinden sich der Marktbrunnen und der Pranger. An diesem Schandpfahl im Zentrum des mittelalterlichen Ortskernes mussten im Mittelalter Gesetzesbrecher oft mehrere Tage stehen.
Im Jahr 1693 wurde zum Dank für die gut überstandene Pest eine Pest- oder Mariensäule errichtet.

### Bevölkerungsentwicklung

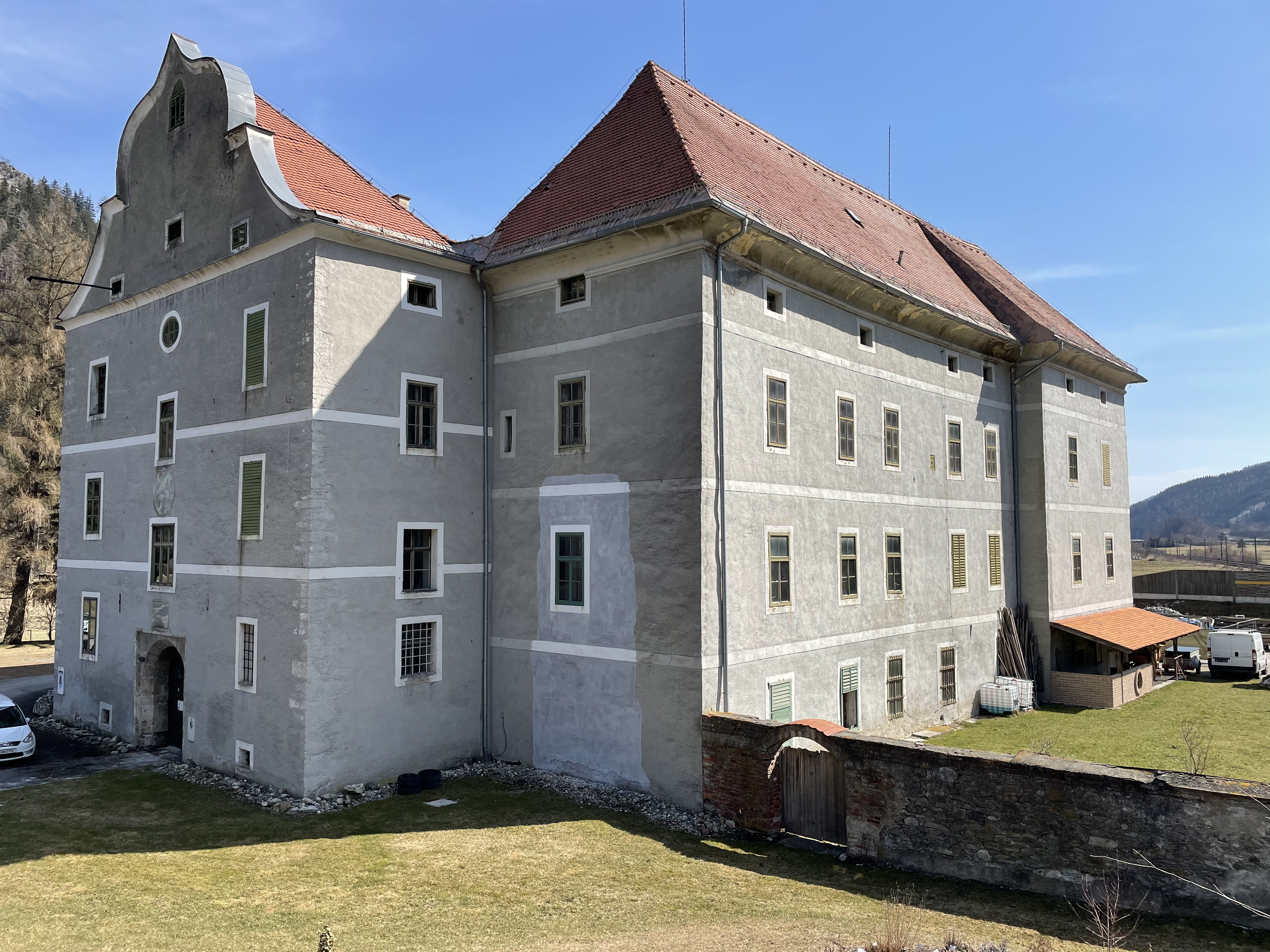
Schloß Ehrnau

## Kultur und Sehenswürdigkeiten
- Schloss Ehrnau

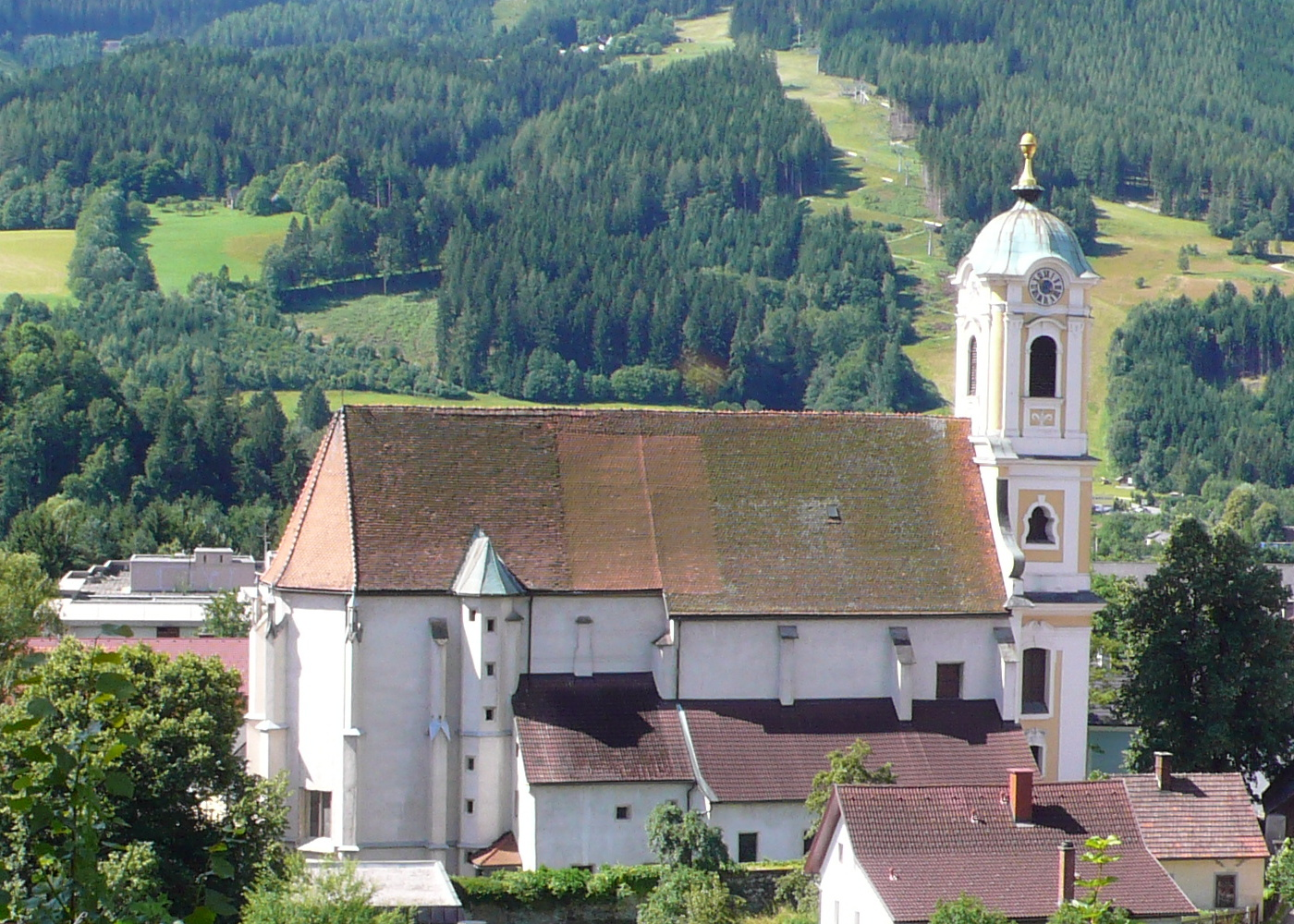
Pfarrkirche Mautern

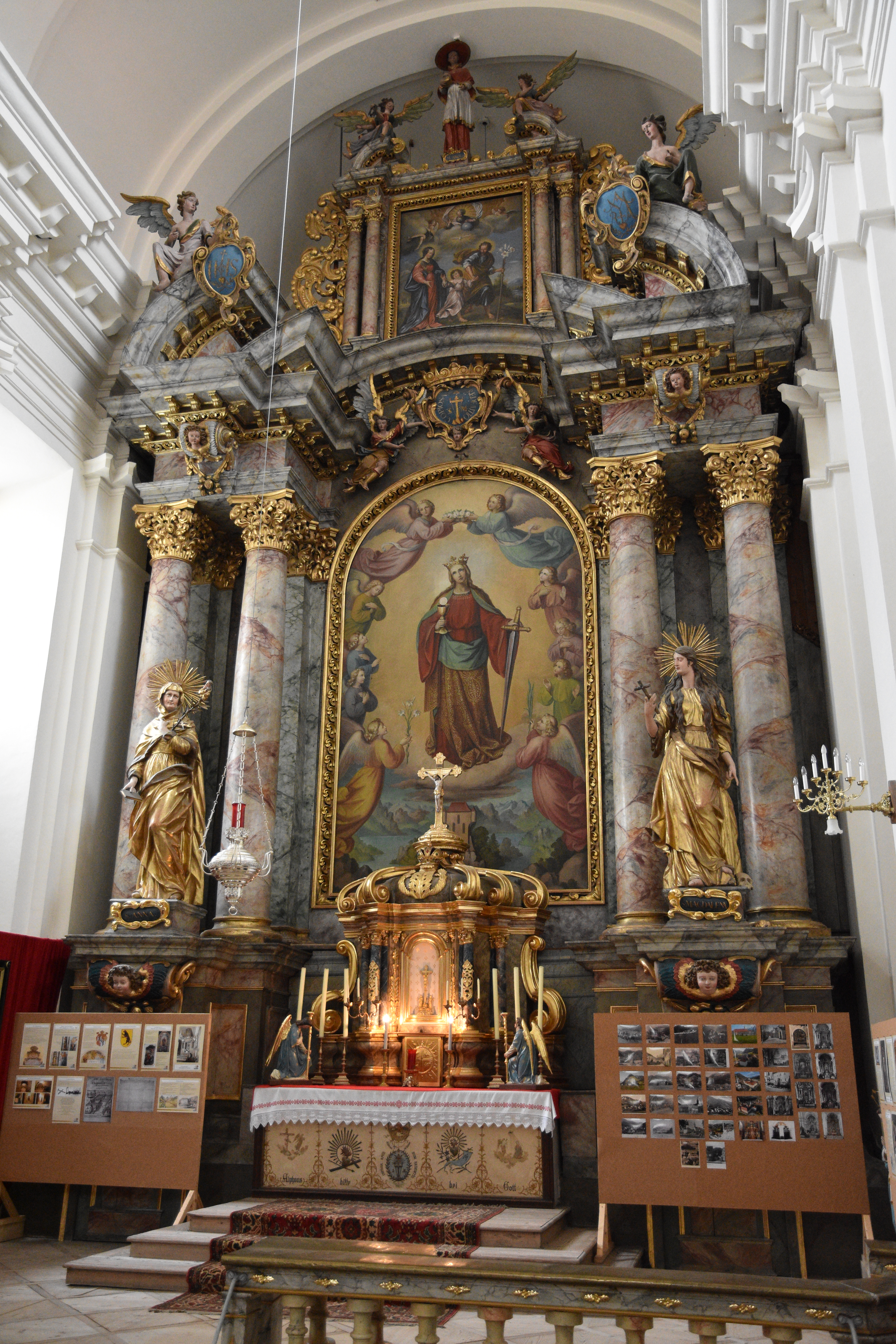
Innenansicht der Klosterkirche

- Katholische Pfarrkirche Mautern hl. Nikolaus
- Klosterkirche hl. Barbara
- Heimatmuseum „Troadkastn“
- Alpenbad
- „Der wilde Berg“: Wildpark Mauern, und „Abenteuerwelt“ mit Sommerrodelbahn u. a.

Naturdenkmäler
- Rannachklamm

## Wirtschaft und Infrastruktur

### Tourismusverband
Die Gemeinde bildet gemeinsam mit Radmer an der Stube, Eisenerz, Vordernberg, Trofaiach, Tragöß-St.Katharein, St. Peter-Freienstein, Proleb, Niklasdorf, Leoben, St. Michael in der Obersteiermark, Kraubath an der Mur, Traboch, Kammern im Liesingtal, Kalwang und Wald am Schoberpass den Tourismusverband „Erzberg Leoben“. Dessen Sitz ist in Leoben.

### Sicherheit
Im Ort befindet sich eine Polizeiinspektion der Bundespolizei, welche dem Stadt- und Bezirkspolizeikommando Leoben untersteht.

### Verkehr
- Eisenbahn: Mautern liegt an einer Teilstrecke der Rudolfsbahn und an der Schoberpassstraße.
- Straße: Durch das Liesingtal verläuft die Pyhrn Autobahn A9.

## Politik

### Gemeinderat
| Der Gemeinderat besteht aus 15 Mitgliedern. - Die Wahl 2005 ergab folgende Verteilung: 4 ÖVP, 9 SPÖ und 2 FPÖ. - Die Wahl 2010 ergab folgende Verteilung: 8 ÖVP, 6 SPÖ und 1 FPÖ. - Die Wahl 2015 ergab folgende Verteilung: 11 ÖVP, 3 SPÖ und 1 FPÖ. - Die Wahl 2020 ergab folgende Verteilung: 10 ÖVP, 4 SPÖ und 1 FPÖ. | Die zur Anzeige dieser Grafik verwendete Erweiterung wurde dauerhaft deaktiviert. Wir arbeiten aktuell daran, diese und weitere betroffene Grafiken auf ein neues Format umzustellen. (Mehr dazu) |

### Bürgermeister
- bis 2010 Peter Hölzl (SPÖ)
- seit 2010 Andreas Kühberger (ÖVP)[11]

### Wappen
Der Gemeinde wurde 1633 folgendes Wappen verliehen: Ein gelb- oder goldfarbener Schild, darauf ein Biber nach der rechten Seite gewendet; Biber braun, Hintergrund gelb/gold, auf grünem Grund.

### Gemeindepartnerschaften
Partnergemeinden von Mautern in Steiermark sind:
- Mautern an der Donau, Niederösterreich, seit 1983
- Tipperary, Irland, seit 2006

## Persönlichkeiten
Söhne und Töchter

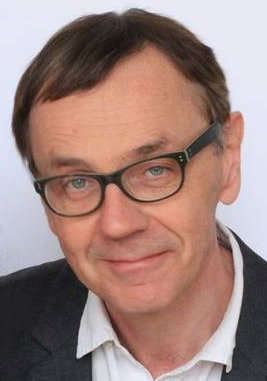
Walter Grond (2015)

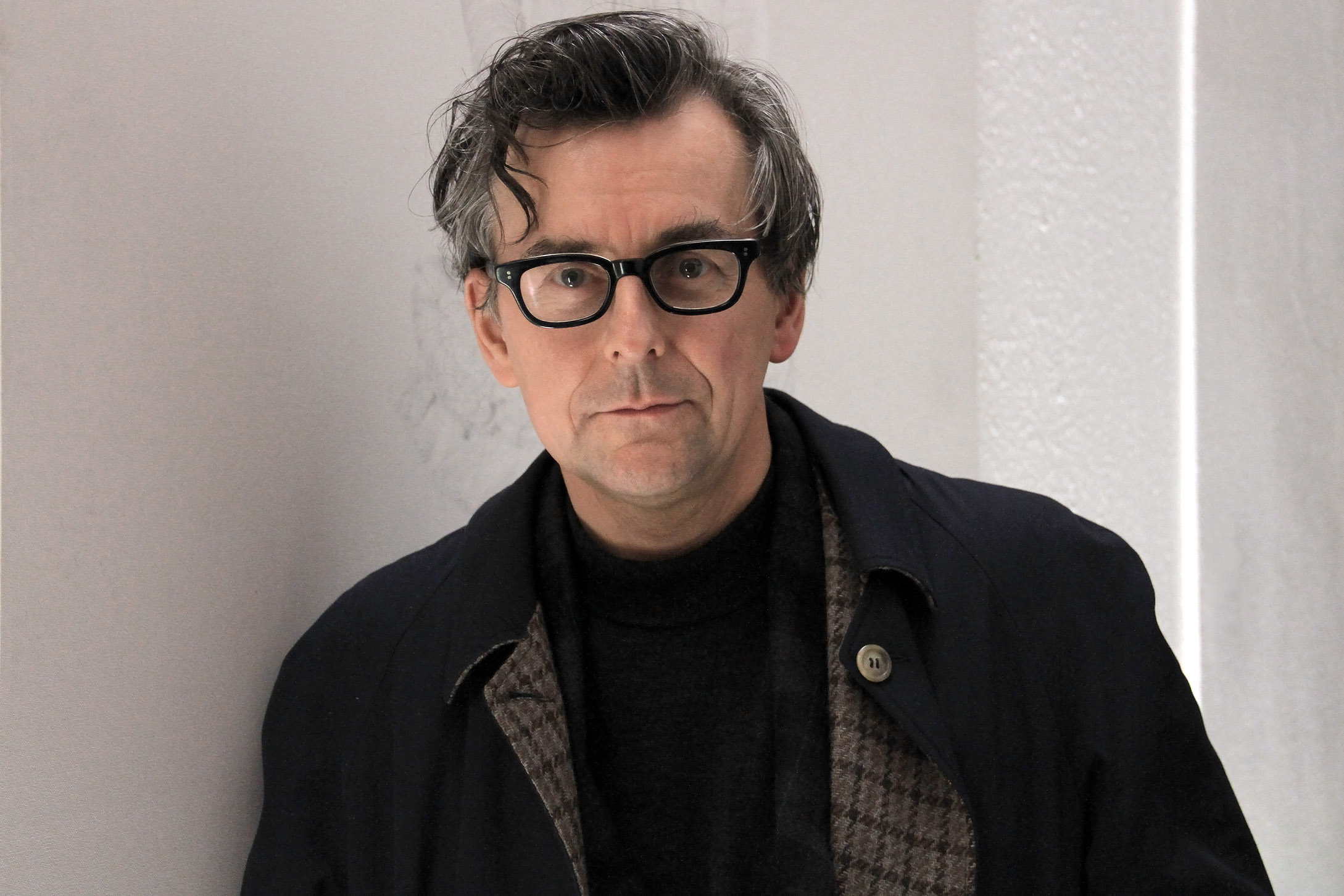
Johannes Silberschneider (2012)

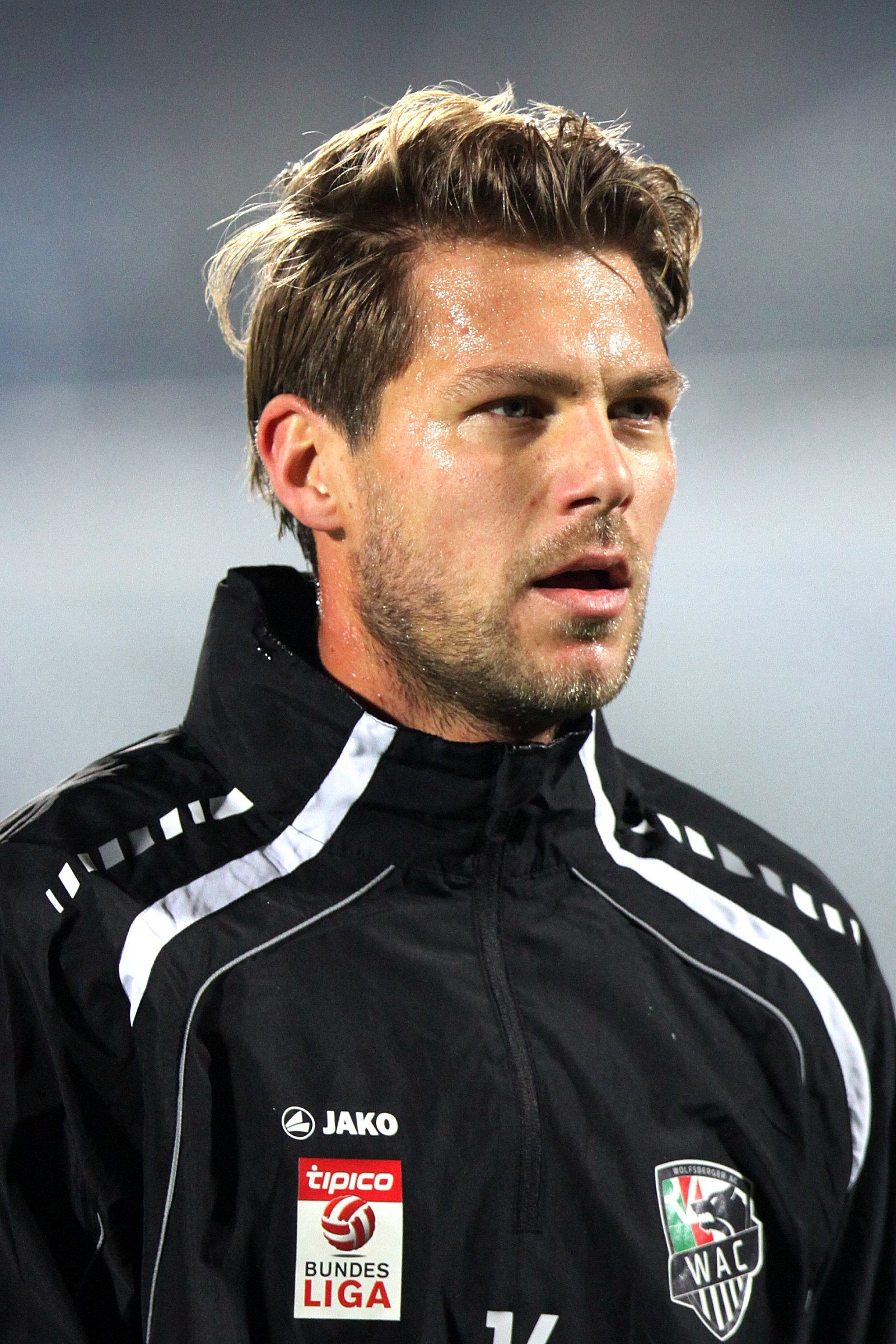
Boris Hüttenbrenner (2014)

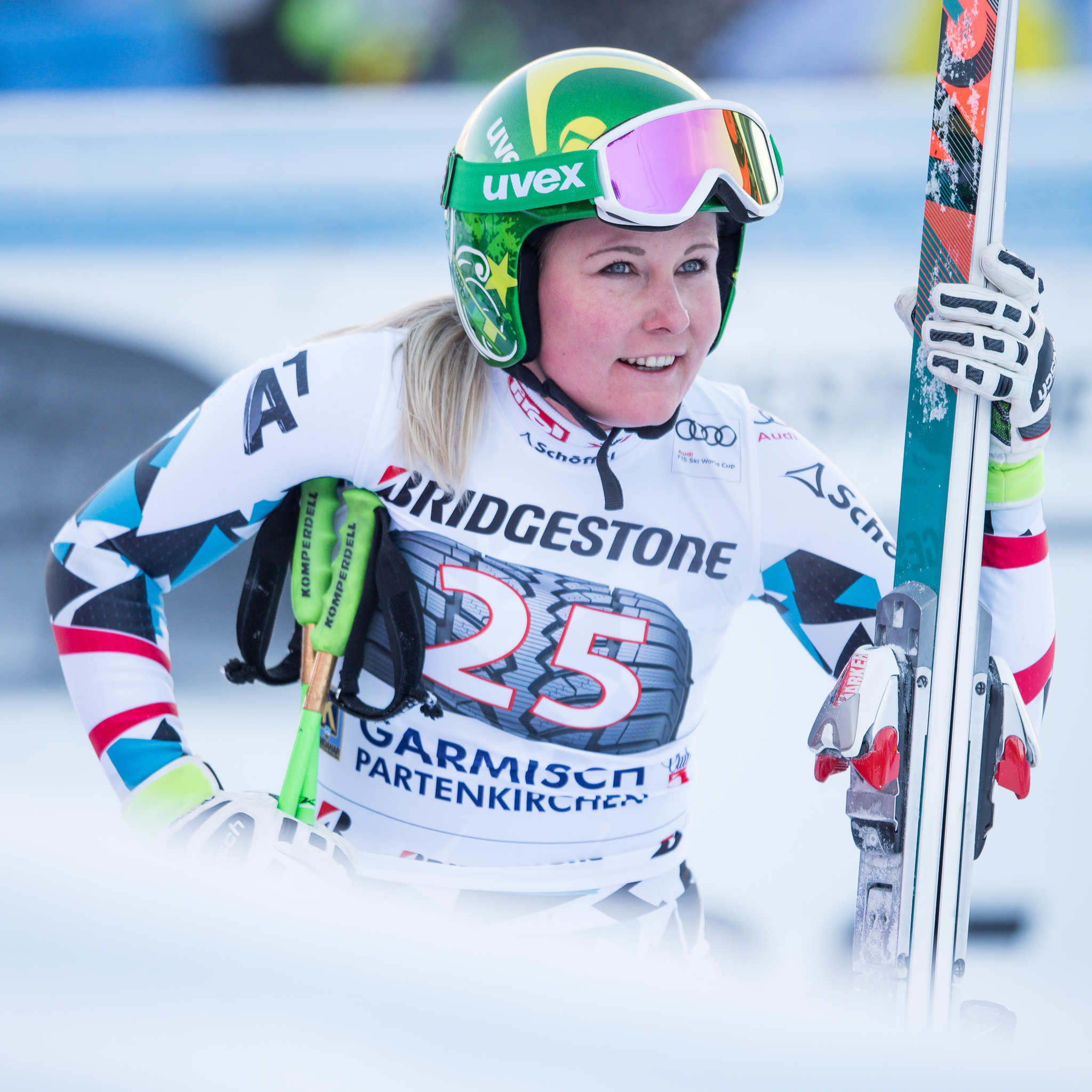
Tamara Tippler (2017)

- Julius Wegerer (1886–1960), akademischer Maler
- Erwin Altenburger (1903–1984), Politiker (ÖVP)
- Hermann Hofer (1908–2003), Höhlenforscher
- Herwig Mitteregger (* 1953), österreichischer Musiker und Komponist
- Walter Grond (* 1957), Schriftsteller
- Johannes Silberschneider (* 1958), Schauspieler
- Christian Schiester (* 1967), Extremläufer
- Boris Hüttenbrenner (* 1985), Fußballspieler
- Tamara Tippler (* 1991), Skirennläuferin

Ehrenbürger
- 1971: Walter Heschl, prakt. Arzt
- 1973: Karl Steinegger, Feuerwehrkommandant, Obmann der Agrargemeinschaft
- 1975: Friedrich Niederl, Landeshauptmann
- 1981: Josef Gruber, Landesrat für Soziales
- 1986: Josef Thewanger, Kommerzialrat, Bürgermeister 1965–1982
- 1997: Gerhard Thewanger, Bürgermeister 1982–1997, VS-Direktor
- 2006: Josef Orasche, Lehrer, Chronist, Pfarrgemeinderatsvorsitzender, Vereinsobmann, Obmann der Ortsmusikkapelle, Gemeinderat, Verfasser der Ortschronik, eines Kirchenführers, eines Brauchtumbuches, eines Mauterner Wörterbuches

Ehrenringträger
- 1976: Josef Thewanger, Bürgermeister
- 1976: Josef Illmayr, Altbürgermeister
- 1976: Walter Kandler, Hauptschuldirektor, Gemeindekassier
- 1976: Johann Glück, Musiker der Ortsmusikkapelle
- 1976: Josef Müller, Ökonomierat, Bauernfunktionär
- 1981: Josef Gruber, Landesrat
- 1986: Walter Kaufmann, Gemeindekassier
- 1986: Rupert Seitweger, Gemeinderat, Funktionär des Roten Kreuzes
- 1986: Rolf Schützenauer, Vizebürgermeister
- 1990: Franz Hüttenbrenner, Vizebürgermeister, Obmann der Union
- 1992: Johann Klammer, Lehrer, Kapellmeister der Ortsmusikkapelle
- 1995: Gerhard Thewanger, Volksschuldirektor
- 1997: Josef Orasche, Obmann der Ortsmusikkapelle, Vereinsobmann, Gemeinderat, Pfarrgemeinderatsvorsitzender
- 2003: Felix Schmid, Gemeinderat, Funktionär des Trachtenvereines
- 2003: Koloman Viertler, Ortspfarrer
- 2006: Klaus Koroschetz, prakt. Arzt, Feuerwehrarzt, Ortsstellenleiter des Roten Kreuzes
- 2007: Franz Habenbacher, Obmann des Trachtenvereines
- 2017: Josef Antoniol, Kommandant der FF Mautern

mit Mautern verbunden

Elisabeth Gnauck-Kühne (um 1900)

- Elisabeth Gnauck-Kühne (1850–1917), christliche Kämpferin für die Interessen der Frau, trat 1900 in Mautern zum katholischen Glauben über.
- Lisa Lercher (* 1965), österreichische Autorin, wuchs in Mautern auf
- Ewald Plachutta (* 1940), österreichischer Haubenkoch, wuchs in Mautern auf